# Margarita Aguirre
Margarita Aguirre (Santiago de Chile, 30 de diciembre de 1925-15 de diciembre de 2003) fue una escritora y crítica chilena, amiga y primera biógrafa del poeta y premio nobel Pablo Neruda (1904-1973).

## Biografía
Era hija de Sócrates Aguirre y Sofía Flores. Sus hermanos se llamaban Francisco (Paco) y Perla.
Margarita Aguirre conoció a Neruda en 1933 en Buenos Aires, donde su padre era cónsul adjunto de Chile, y ―pese a la diferencia de edades (ella tenía 8 años y él 29)―, surgió una amistad que perduró para siempre.
Vivió su infancia en Chile y también en Argentina, donde su padre, Sócrates Aguirre ―capitán de ejército en retiro―, trabajaba como cónsul. En Buenos Aires, a los ocho años de edad, conoció a Pablo Neruda, quien en esa época poseía un cargo diplomático en Argentina.
Aguirre diría que Neruda fue «el último Viejito Pascuero [Papá Noel] de mi infancia», porque el poeta, para festejar la Navidad se disfrazó de Papá Noel con una barba blanca de algodón y una bata roja y les hizo regalos a ella y otros niños.

He hecho muchas cosas mal en mi vida, pero nada me quedó tan mal como ese Viejo Pascuero. Se me caían los algodones del bigote y me equivoqué muchísimo en la distribución de los juguetes. ¿Quién iba a decirme que entre aquellos niños estaba la que iba a ser una de mis predilectas amigas, escritora notable y autora de una de mis mejores biografías? Hablo de Margarita Aguirre.
Pablo Neruda

Al año siguiente (en 1934) Neruda fue designado cónsul de Chile en Barcelona (Cataluña). Desde allí mantuvo correspondencia con la familia Aguirre-Flores y en especial con Margarita, a quien le enviaba cartas ilustradas con dibujos cómicos.
En 1938, el Frente Popular puso fin al consulado general de Chile en Buenos Aires y determinó el regreso a Chile de Sócrates Aguirre y su familia.
En 1940, después del final de la Guerra civil española, Neruda regresó a Chile y restableció su contacto con los Aguirre, que vivían en Santa Beatriz. Margarita fue con doña Sofía Flores, su mamá, a escuchar una conferencia que dio el poeta en el auditorium de la radio Cooperativa. Al final se saludaron con gran afecto.
En los años cuarenta, Aguirre empezó a estudiar Pedagogía en el Instituto Pedagógico de la Universidad de Chile.
En 1945, Aguirre trabajó ―junto con José Miguel Varas, que más tarde también se convertiría en escritor― como locutora («espíquer») en la radio El Mercurio, perteneciente al Arzobispado de Santiago, que dedicaba largos espacios de su programación a la música sinfónica europea.
En 1952 ―después de otro exilio de tres años―, Neruda la contrató como su secretaria particular (hasta 1954). En el futuro ella se burlaría de este trabajo, aclarando que «se trataba de un título honorífico», puesto que, al parecer, era un trabajo ad honorem (nunca recibió honorario alguno). Neruda se había casado en segundas nupcias con Delia del Carril, intelectual y artista argentina, veinte años mayor que él, una mujer encantadora, pero desastrosa ama de casa. Entonces a Margarita le tocaba poner orden en este caos hogareño.

### Matrimonio
En 1954, Neruda le presentó al abogado Rodolfo Aráoz Alfaro, quien se convertiría en esposo de Aguirre.
«Al poeta le gustaba casar a sus amigos», contaba Margarita Aguirre: ella fue una de las víctimas del celestineo nerudiano.

Yo soy el buen poeta casamentero. Tengo novia para todos los hombres.
Pablo Neruda, Odas elementales

Él tenía que viajar a la Unión Soviética como jurado del Premio Lénin de la Paz, de 1952, y como dicha nación no tenía entonces relaciones con la nuestra, Neruda me encargó que le tramitara una visa en Argentina, con el abogado tucumano Rodolfo Aráoz Alfaro (1901-1968), secretario general del Partido Comunista para Latinoamérica.
Él era «el mejor amigo argentino» del poeta, según sus propias palabras. Era muy difícil organizar este viaje, pues ―como se encontraban en los comienzos de la Guerra Fría entre Estados Unidos y la Unión Soviética― Neruda tenían vetado el ingreso en muchos de los países de paso, debido a sus ideas socialistas.
Margarita Aguirre

Para despistar a la policía internacional, entre carta y carta, Aguirre y Aráoz se trataban de «tío» y «sobrina» se fueron haciendo amigos. «Nos contamos nuestras vidas por carta y nos fuimos enamorando, a tal punto que decidimos casarnos». Pero todavía nunca se habían visto.
Delia del Carril, la segunda esposa de Neruda, que pasó entonces por la casa de los Aráoz en Buenos Aires ―Rodolfo era hijo del médico tucumano Gregorio Aráoz Alfaro―, dio un empujón decisivo a esta historia. Le contó al abogado que Margarita era muy delgada ―lo fue hasta el fin de su vida―, a lo cual este envió una esquela: tenía que conocerla urgentemente, pues a él le encantaban las mujeres delgadas.
A fines de 1954, Margarita Aguirre viajó a Buenos Aires por tres días para conocerlo. Viajaron juntos a Santiago de Chile. En los primeros días, Margarita no le quería contar nada a Neruda ni a su familia. Inmediatamente contrajeron matrimonio en la propia casa del poeta «celestino», en la calle Lynch (de Santiago). Margarita se convirtió en la tercera y última mujer de Aráoz, y la madre de sus dos únicos hijos, un varón y una niña.
Aráoz se llevó a Margarita a vivir a su casa en el árido campo de Villa del Totoral, en el norte de la provincia de Córdoba (Argentina).

### Hijos
Neruda estuvo un tiempo decidiendo si era el padrino o no ya que vivía lejos, pero al final si decidió ser el padrino de bautizo
Cuando Aguirre tuvo su primer hijo, Gregorio (1955-), le pidió a Neruda que fuera el padrino del bebé. Gregorio fue "bautizado con agua de mar y vino chileno". Desde entonces Neruda la llamó «comadre».
Cuando nació la niña, Susana, de ojos achinados, Aráoz le comentaría a su amigo Crespo: «Felipe, me ha nacido una hija que se parece a Balbín».

### Carrera literaria
Margarita Aguirre alcanzó cierto renombre literario cuando publicó Cuaderno de una muchacha muda (1951) y El huésped (1958). Esta última obra le valió obtener ese año el premio de novela de la editorial argentina Emecé.

[Fue] Una de las novelas más hermosas y de mayor interés auténtico que haya publicado una escritora chilena en largos años.
Hernán del Solar (crítico y escritor)

A finales de noviembre de 1955, Neruda ―que se acababa de separar de su mujer argentina, Delia del Carril― los visitó varios meses en Villa de Totoral para escribir.
Neruda la apoyaba mucho en su trabajo literario, incluso la retaba cuando flaqueaba en su dedicación a este.

Sin embargo, él no me leía [recitaba en público]. Solo leía a los poetas [varones], a todos, incluso hasta los más cursis y malos de los poetas.
Margarita Aguirre

En abril de 1957, Neruda los visita en su casa de Buenos Aires, y el 11 de abril fue detenido por la policía (Argentina se encontraba en medio de la Dictadura de Aramburu, que en 1955 había volteado el Gobierno democrático de Perón), y fue deportado a Uruguay.

### Biógrafa de Neruda
A principio de los años sesenta, José Bianco ―director de la colección Genio y Figura de la editorial porteña Eudeba― le pidió a Aguirre que se encargara de escribir la biografía del poeta. Aguirre aceptó, con cierta reticencia:

Me defendí como pude, pero no me quedó otra que aceptar.
Margarita Aguirre

Inició una extensa investigación, entrevistó a los familiares y amigos de infancia de Neruda; viajó a Temuco junto a él, para desenterrar sus historias de infancia, y descubrió la notable correspondencia entre Neruda y el escritor argentino Héctor Eandi (que recopilaría y catalogaría ocho años más tarde).
En 1964 publicó el resultado de todo este esfuerzo: Genio y figura de Pablo Neruda, en la editorial EUDEBA (Editorial Universitaria de Buenos Aires).

Todos los biógrafos nerudianos tendremos que agradecer siempre a Margarita que nos abriera la puerta para explorar en el mundo inacabable del poeta.
Volodia Teitelboim (escritor chileno)

En 1972, Margarita Aguirre tuvo a su cargo las Obras completas de Neruda, publicadas ese año por la empresa Losada (de Buenos Aires), y también recopiló y catalogó el epistolario del autor chileno con el poeta argentino Héctor Eandi.
En 1969, algunos meses después de la muerte de su esposo, Rodolfo Aráoz, Margarita Aguirre vivió en su departamento en Buenos Aires con el editor argentino Luis María Torres Agüero.
Tras la muerte de sus dos hijos ―primero Susana, después Goyo― se fue a vivir sola a Chile.
En 1999 recibió el Premio Medalla de Honor de la Fundación Pablo Neruda.
Enfermó de enfisema pulmonar, y pasó los últimos años de su vida en una casa de reposo en la calle California, de Santiago.

### Legado
Margarita Aguirre falleció en Santiago de Chile el 15 de diciembre de 2003, a los 77 años, a causa de un enfisema pulmonar. Fue sepultada en el cementerio de El Totoral, un pequeño camposanto construido junto a una iglesia del siglo XIX situada a poca distancia de Isla Negra, la localidad en la que vivió Neruda y en la que está enterrado junto con su compañera Matilde Urrutia.
A pesar de que ella nunca se sintió parte de grupo alguno, se la considera perteneciente a la Generación del Cincuenta, junto con Claudio Giaconi, Enrique Lafourcade (1927-), Perico Müller y Jorge Onfray.
Según Guillermo García Corales, en su ensayo sobre El huésped, Margarita Aguirre es precursora, por la desolación y el nihilismo de sus personajes, de autores varias décadas posteriores como Gonzalo Contreras, Diamela Eltit y Ramón Díaz Eterovic.

## Obras
La obra de Margarita Aguirre incluye novelas, cuentos, ensayos y trabajos de edición.

### Novelas
- 1958: El huésped (Buenos Aires: Emecé Editores)
- 1964: La culpa
- 1967: El residente (Buenos Aires: Emecé Editores)

### Cuentos
- 1974: La oveja roja (Buenos Aires: Editorial Sudamericana)

### Ensayos
- 1964: Genio y figura de Pablo Neruda (Buenos Aires: Editorial Universitaria, colección Genio y Figura)
- 1967: Las vidas de Pablo Neruda
- 1980: Neruda, Pablo. 1904-1973

### Trabajos de edición
- 1951: Cuaderno de una muchacha muda
- 1964: La cueca larga y otros poemas (antología de Nicanor Parra. Buenos Aires: Editorial Universitaria)[13]
- 1980: Pablo Neruda Héctor Eandi, correspondencia.